# Бодрост
Бодрост е курортна местност, в близост до ски център Картала, на 30 км от Благоевград, в Рила планина. Намира се 1300 м надморска височина. В местността се намира едноименната хижа „Бодрост“ с капацитет 40 места.